# Bruchidius marginalis
Bruchidius marginalis is een keversoort uit de familie bladkevers (Chrysomelidae). De wetenschappelijke naam van de soort werd in 1776 gepubliceerd door Johann Christian Fabricius.